# Casarsa della Delizia
Casarsa della Delizia es una localidad y comune italiana de la provincia de Pordenone, región de Friuli-Venecia Julia, con 8.579 habitantes.

## Evolución demográfica
| Gráfica de evolución demográfica de Casarsa della Delizia entre 1861 y 2001 |
|                                                                             |
| Fuente ISTAT - elaboración gráfica de Wikipedia                             |